# Barfleur

Barfleur este o comună în departamentul Manche, Franța. În 1 ianuarie 2022 avea o populație de 545 de locuitori.